# Sirnajaya (Cisurupan)
Sirnajaya is een bestuurslaag in het regentschap Garut van de provincie West-Java, Indonesië. Sirnajaya telt 6447 inwoners (volkstelling 2010).